# William Hogenson
William Peter Hogenson (ur. 26 października 1884 w Chicago, zm. 14 października 1965 tamże) – amerykański lekkoatleta sprinter, trzykrotny medalista olimpijski z 1904 z Saint Louis.
Podczas studiów na Uniwersytecie Chicagowskim odnosił wiele sukcesów lekkoatletycznych. Największym z nich był występ na igrzyskach olimpijskich w 1904 w Saint Louis, gdzie zdobył brązowe medale w biegu na 100 metrów i biegu na 200 metrów (oba razy pokonali go Archie Hahn i Nathaniel Cartmell), oraz srebrny medal w biegu na 60 metrów (przegrał z Hahnem, Cartmell odpadł w tej konkurencji w repasażach).
Hogenson był mistrzem Stanów Zjednoczonych (AAU) na 100 jardów i 220 jardów w 1904. Jego rekordy życiowe to: 11,0 s na 100 metrów oraz 22,0 s na 220 jardów.